# Fort de Joux
Le château puis fort de Joux est un château fort français situé sur la commune de La Cluse-et-Mijoux dans le département du Doubs, en région Bourgogne-Franche-Comté. Il surplombe la cluse de Pontarlier ouvrant le passage vers la Suisse dans le massif du Jura.
Il fait l’objet d’un classement au titre des monuments historiques depuis le 18 juillet 1996.

## Histoire

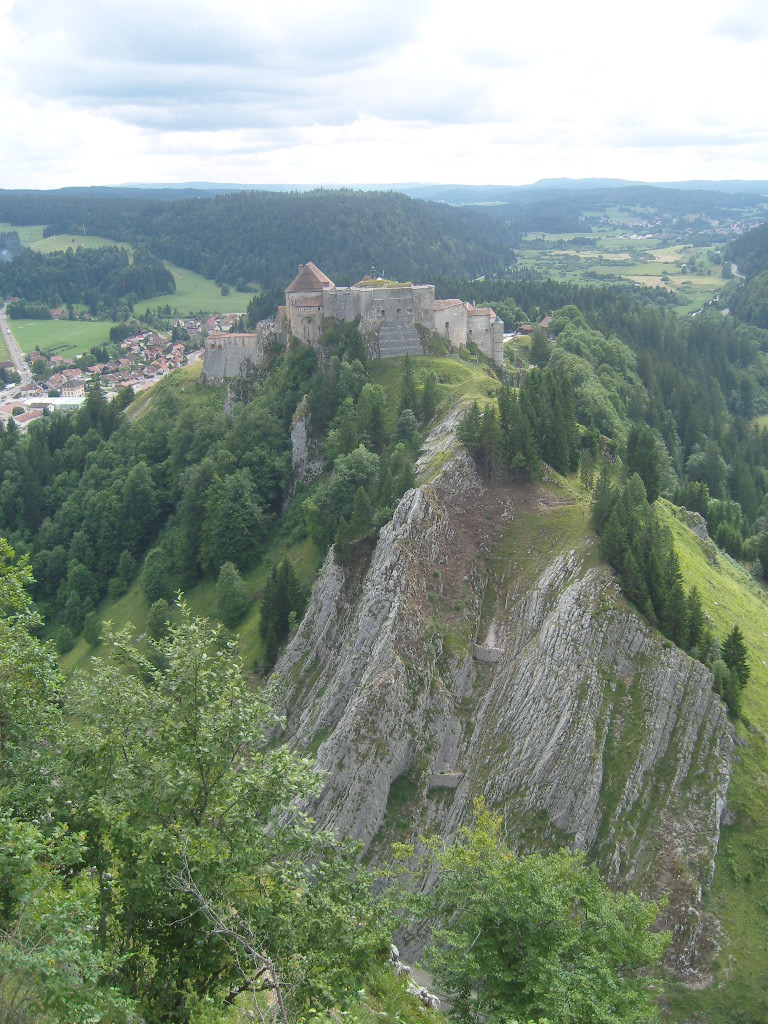
La Cluse-et-Mijoux.

### Le plateau de la Pelouse et la Rochette
Dès l'Antiquité, il existait un péage dans la cluse et un guet en bois sur le plateau de la Rochette. Dans la guerre des Gaules, César parle d'une haute montagne défendue par cinquante hommes qui permettait d'entrer dans le pays des Séquanes, qui pourrait bien-être le guet nommé Iors par les Séquanes. C'est par là que s'exilèrent les Helvètes en 58 av. J.-C. avant d'être rejoints par César sur la Saône. C'est en 1039, à la mort de Conrad II le Salique et à l'avènement d'Henri III du Saint-Empire, que le château est désigné pour la première fois dans la Vita Mathildis sous le nom de Miroaltum ; en effet, en 1227, Henri de Joux parle du « château de Joux également nommé Miroaz » et l'on retrouve des noms semblables dans les chartes des sires de Joux (Miroual, Miroal, Miroaz, Mirua, Mirowaldum, Miroaldum, Mirouhaut),. Il fut ensuite toujours appelé indifféremment « Fort de Joux » ou « chasteau puis château de Joux ».
La montagne de Joux, séparée par une faille spectaculaire du Larmont, se divise en trois zones : La Rochette surplombe le village de la Cluse-et-Mijoux ; la Pelouse surplombe la Rochette ; et au sud - sud-ouest se trouve le Géran. Le fort de Joux fut bâti sur la Pelouse mais il existait dès le départ des fortifications et un escalier sur la Rochette qui permettaient de rejoindre directement le péage situé à l'endroit le plus étroit, où se trouve actuellement le blockhaus du Chauffaud. Il est probable que les seigneurs de Salins aient inféodé une vaste portion de leur territoire, qu'il tenait de l'abbaye territoriale de Saint-Maurice d'Agaune, à la maison de Joux et notamment le Val d'Usie. En effet en 941 ce monastère remettait en fief à Albéric de Salins tout le val composé de Goux-les-Usiers, Bians-les-Usiers et Sombacour. Grâce à Frédéric Barberousse, Empereur romain germanique, qui leur en confirme la charge au XIIe siècle, les sires de Joux vont pouvoir considérablement agrandir leur domaine. Les propriétés de la maison de Joux s'étendent sur les montagnes de Mouthe, de Pontarlier et de Montbenoît, le long du Doubs depuis le mont d'Or près de Métabief jusqu'au mont de la Grande-Combe, ils possèdent la seigneurie d'Usie, celle de Cicon, de Lièvremont et de Naisey. 
Le fief, n'étant pas masculin, passera par mariage dans les maisons de Blonay puis de Vienne. Jeanne de Blonay, veuve sans postérité de Gauthier II de Vienne-Mirebel († 1390), dame de Joux et sans héritier, le vendra à Guillaume (IV) de Vienne, premier chevalier de la Toison d'Or, en 1410. Le fils de ce dernier, également nommé Guillaume (V ou II), † 1456, était couvert de dettes, et les descendants de sa fille Marguerite, mariée à Rodolphe IV de Hochberg, n'ont pu recevoir le château de Joux alors qu'ils auraient dû en hériter. En effet, après la mort de sa fille survenue dès 1453, il dut vendre en 1454 le château au duc et comte de Bourgogne Philippe le Bon, qui avait déjà beaucoup investi dans sa réparation (Il a créé les foires de Saint-Luc et Saint-Georges à Pontarlier à cet usage en 1393). Dès 1475, Philippe de Hochberg (fils de Marguerite de Vienne et Rodolphe de Hachberg ; comme son père Rodolphe, il était comte de Neuchâtel et marquis/margrave de Rothelin) et ses descendants n'eurent de cesse de vouloir récupérer le château avec l'appui financier de Louis XI en profitant des différends de ce dernier avec le nouveau comte-duc, Charles le Téméraire, fils de Philippe le Bon ; ils y réussirent à plusieurs reprises, mais les ducs et comtes de Bourgogne récupérèrent finalement leurs biens au cours de nombreux procès et batailles.
Le site, édifié à l'entrée de La Cluse-et-Mijoux, voisine de Pontarlier (aussi appelée « le tournant » ou « l'embouchis »), commande l'unique route traversant les montagnes du Jura à cet endroit et facilite l'installation d'un péage qui garantit très vite un revenu régulier permettant de construire un château en pierre. La puissante maison de Joux apparaît au Xe siècle et descend des premiers Burgondes qui s'approprièrent ce lieu, le fief se compose à l'origine du château et de Saint-Pierre-de-la-Cluse (aujourd'hui le quartier Saint-Pierre), il s'agrandit à partir du XIIIe siècle au moyen d'abergements (concessions gratuites de terrain) tout d'abord vers La Cluse-et-Mijoux, puis vers la Chapelle-Mijoux, Les Verrières, Les Fourgs et enfin Oye-et-Pallet ; les sires de Joux vont ainsi devenir les propriétaires des « montagnes du Jura » se faisant d'ailleurs appeler « les puissants seigneurs à bannières du Jura » ou « les sires des forêts jurassiennes ».

### Les sires des forêts jurassiennes

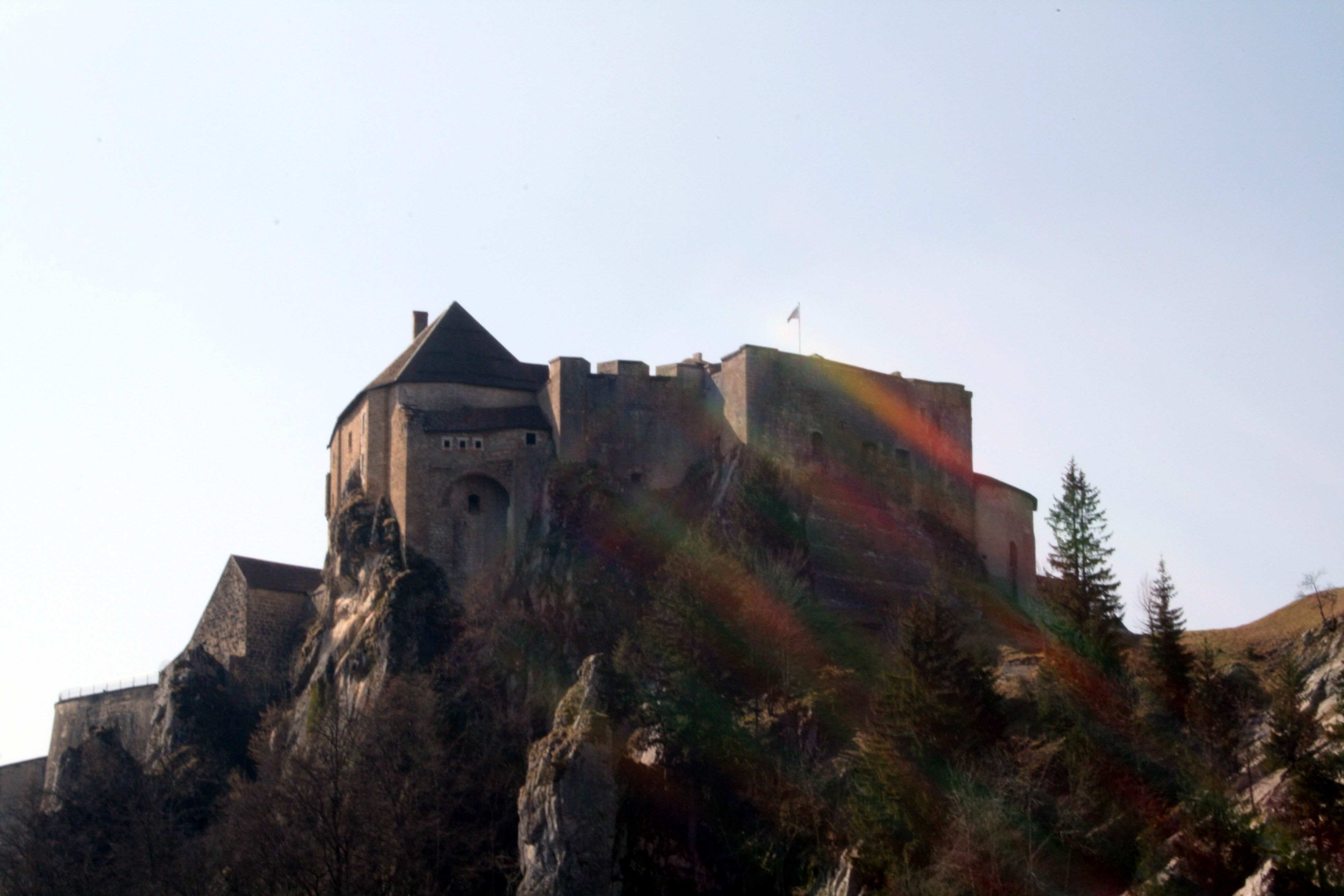
Vue depuis la cluse.

Les sires de Joux, descendant probablement de princes burgondes, étaient très riches grâce à leur péage qui se trouvait sur une des deux seules routes carrossables entre le comté de Bourgogne et la Suisse puis la Lombardie ; c'était la route du sel mais également la via Francigena. Les personnes qui dépendaient de l'abbaye de Montbenoît, de Pontarlier et des fiefs de Joux étaient exemptés de péage. Les sires de Joux possédaient en outre une poêle (permettant de faire évaporer la saumure et donc de récolter le sel) à Salins-les-Bains et à cette époque le sel était très précieux. Ils possédaient des mines de fer et d'argent, des fours à chaux, des verrières et leurs serfs produisaient une viande fumée réputée depuis l'Antiquité. En outre, ils mettaient à ban la rivière du Doubs et possédaient des bois de sapins et d'épicéas (nommés picées à l'époque) pour les charpentes. De plus, les pois blancs cultivés sur la plaine de l'Arlier étaient très réputés et s'exportaient également bien vers la foire de Beaucaire, vers la Lombardie ou dans le reste du Saint Empire.
À travers toutes les générations, les sires de Joux se comportaient comme des brutes qui pillaient et rançonnaient leurs voisins et tous ceux qui ne leur payaient pas ce qu'ils leur devaient. Il ne fait pas de doute qu'ils se rangèrent derrière Eudes II de Blois lorsque le royaume de Bourgogne fut donné à Conrad du Saint-Empire lors de la succession du roi Rodolphe en 1032, n'acceptant pas d'être dirigés par des Germaniques ; ils parlèrent toujours le romand et le latin pour communiquer avec les autres langues. En 1039, Aldric de Joux et toutes les personnes qui étaient dans le château ce jour-là se firent couper le nez et les oreilles par Boniface III de Toscane et ses troupes lombardes afin qu'ils se souviennent qu'ils devaient allégeance à l'empereur du Saint-Empire romain germanique. En effet, ils avaient fortifié sans permission leur château. C'est probablement pour cela que les sires de Joux prirent toujours parti contre les Lombards guelfes et pour l'empereur (du parti gibelin, donc). C'est ainsi qu'Amaury III accompagné d'Othon de Champagne fit allégeance en 1168 à Frédéric Barberousse, empereur du Saint-Empire. En 1175, lorsque les sires allemands furent las de combattre, il fut aux côtés de l'empereur jusqu'en 1183, il sera donc considéré comme ayant fait la troisième croisade organisée par Frédéric Barberousse qui y trouvera la mort en 1190. Pour récompenser sa fidélité, l'empereur lui remet le Val d'Usier et une bonne partie de la plaine de l'Arlier. Il entreprend la fortification de la roche surplombant le cours du Doubs à Pontarlier et notamment le quartier du « Morieux » devenant ainsi la « forte place du Molar ». En 1246 Amaury IV se voit contraint par Jean Ier de Chalon (comte-régent de Bourgogne et baron de Salins) de traiter avec les « barons-bourgeois » de Pontarlier dans le cadre du « baroichage » de cette ville (une association d'hommes libres) : cet acte limite ses droits sur les forêts, le banvin et le baroichage de Pontarlier ; aussi en représailles Amaury IV exige des droits de péage exorbitants à ceux qui traversent ses terres pour aller chercher du sel à Salins ce qui ne manque pas de déclencher un important conflit avec Jean de Chalon, qui apportera la désolation sur les terres de Joux. En 1282, Henri II de Joux participa aux côtés des gibelins aux Vêpres siciliennes contre les Français après avoir réuni l'argent nécessaire et s'être préparé en 1281. Jean de Joux participa contre Philippe le Bel à la bataille de Mons-en-Pévèle où il perdit la vie avec son écuyer.
En 1410 Guillaume de Vienne achète le château et la seigneurie de Joux à Jeanne, fille d'Hugues de Blonay, seigneur de Joux, qui n'avait pas d'enfant. Il meurt en 1434 ; son château revient à son fils Guillaume II de Vienne dont Olivier de La Marche nous laisse le portrait de quelqu'un de joueur et très dépensier. Philippe de la Marche sera l'un des capitaine du château de Joux (1434-1437), il viendra accompagné de son fils Olivier qu'il confiera à Pierre de Saint-Mauris. Il sera scolarisé à l'école de Pontarlier qu'il quittera à l'âge de quatorze ans pour entrer comme page au service des ducs de Bourgogne. La fille de Guillaume II (ou V) de Vienne, Marguerite, épouse Rodolphe de Hochberg ; elle meurt en 1453 léguant le château à Philippe de Hochberg, son fils. Mais le château ne lui appartenait pas encore, son père étant encore en vie. En 1454, Guillaume II de Vienne, couvert de dettes, vend le château à Philippe le Bon, duc et comte de Bourgogne. Celui-ci en fait un poste frontière grâce à des travaux réalisés par les Pontissaliens et financés par les foires de Saint-Luc et Saint-Georges créées pour l'occasion. Le château prend de l'allure. Le comte-duc place un fidèle, le marquis/margrave de Rothelin, comme capitaine du château, son souhait étant de faire du château un poste frontière bien gardé (les Rothelin : Jean de Fribourg, † 1458, comte de Neuchâtel et de Fribourg, maréchal de Bourgogne pour le comte-duc, fut régent de Rothelin au nom de son cousin Rodolphe, † 1487, pendant la jeunesse de ce dernier qui sera d'ailleurs son héritier à Neuchâtel et Fribourg ; le fils de Rodolphe, Philippe de Hochberg,, † 1503, filleul du comte-duc Philippe le Bon dont il portait le nom, n'a pas rompu avec son fils Charles le Téméraire comme on le lit parfois, mais au contraire lui resta fidèle et le suivit à Morat, Grandson, Nancy, avant de refuser le parti de Marie et Maximilien et de se rallier à Louis XI en 1477, d'être nommé par lui maréchal de Bourgogne, de participer à la soumission de la Franche-Comté, d'épouser en 1478 Marie de Savoie, deux fois nièce du roi Louis, et de finir Grand-chambellan de France et gouverneur de Provence). 
Charles le Téméraire (fils de Philippe le Bon) et Louis XI, pourtant cousins, sont devenus ennemis. Louis XI proposa à Philippe de Hochberg de « récupérer » son bien (surtout pour piéger Charles le Téméraire). Il fit placer en 1477 Louis d'Arban à la tête du château (à ne pas confondre avec Nicolas de Joux d'Arbon-Naisey, un fidèle des Bourgogne, † en 1475 en défendant le château d'Orbe contre les Confédérés suisses ; Louis d'Arban était un gentilhomme du Bugey, nommé juste après la mort du Téméraire par Jean IV d'Arlay agissant pour le compte du roi Louis, ; alors que, pour les comtes-ducs de Bourgogne, Katherin Bouchet occupait le poste depuis 1473 et qu'il l'occupera en théorie jusqu'en 1482 : il y aura donc deux capitaines de Joux jusqu'en 1492). En 1475, le château résiste aux Bernois partis piller Pontarlier. En 1476, Katherin Bouchet défend les retraites de Charles le Téméraire après les batailles de Morat et de Grandson. C'est pourquoi, après la mort de son père Charles le Téméraire, Marie de Bourgogne le nommera châtelain à vie du château de Joux. Par le mariage de Marie, le château se retrouve sous l'autorité de l'empereur Maximilien d'Autriche. En 1481, Philippe de Hochberg, fils de Rodolphe et Marguerite de Vienne, place Antoine de Sarron dans le château, investissant ainsi la place. S'ensuit une série de procès entre les comtes-ducs de Bourgogne et les Hochberg, comtes de Neuchâtel et marquis (margraves) de Rothelin. En 1492 le Parlement de Dole décida que le château de Joux appartenait à Marguerite d'Autriche, fille de Marie et Maximilien ; nulle objection n'y fut faite, et en signe d'apaisement elle y plaça le marquis de Rothelin (la fille héritière de Philippe, Jeanne de Hochberg, transmit Neuchâtel, mais pas les biens germaniques, à son époux Louis Ier d'Orléans-Longueville). Mais l'histoire a montré jusqu'en 1815 que les Neuchâtelois revendiquaient toujours Joux et son fief. François 1er en personne arbitrera le conflit en 1529. Mais c'est Talleyrand qui finira par y mettre un terme définitif par les actes du Congrès de Vienne.

### Les conquêtes duXVIIesiècle

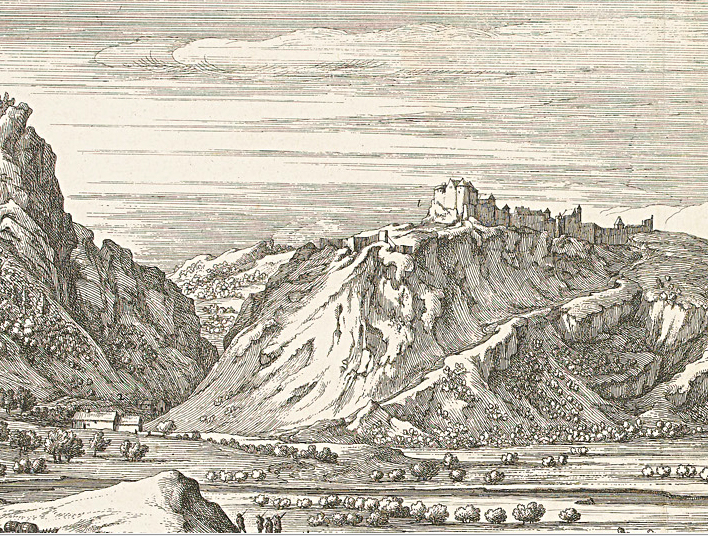
Château de Joux vers 1666-1681, détail (Van der Meulen).

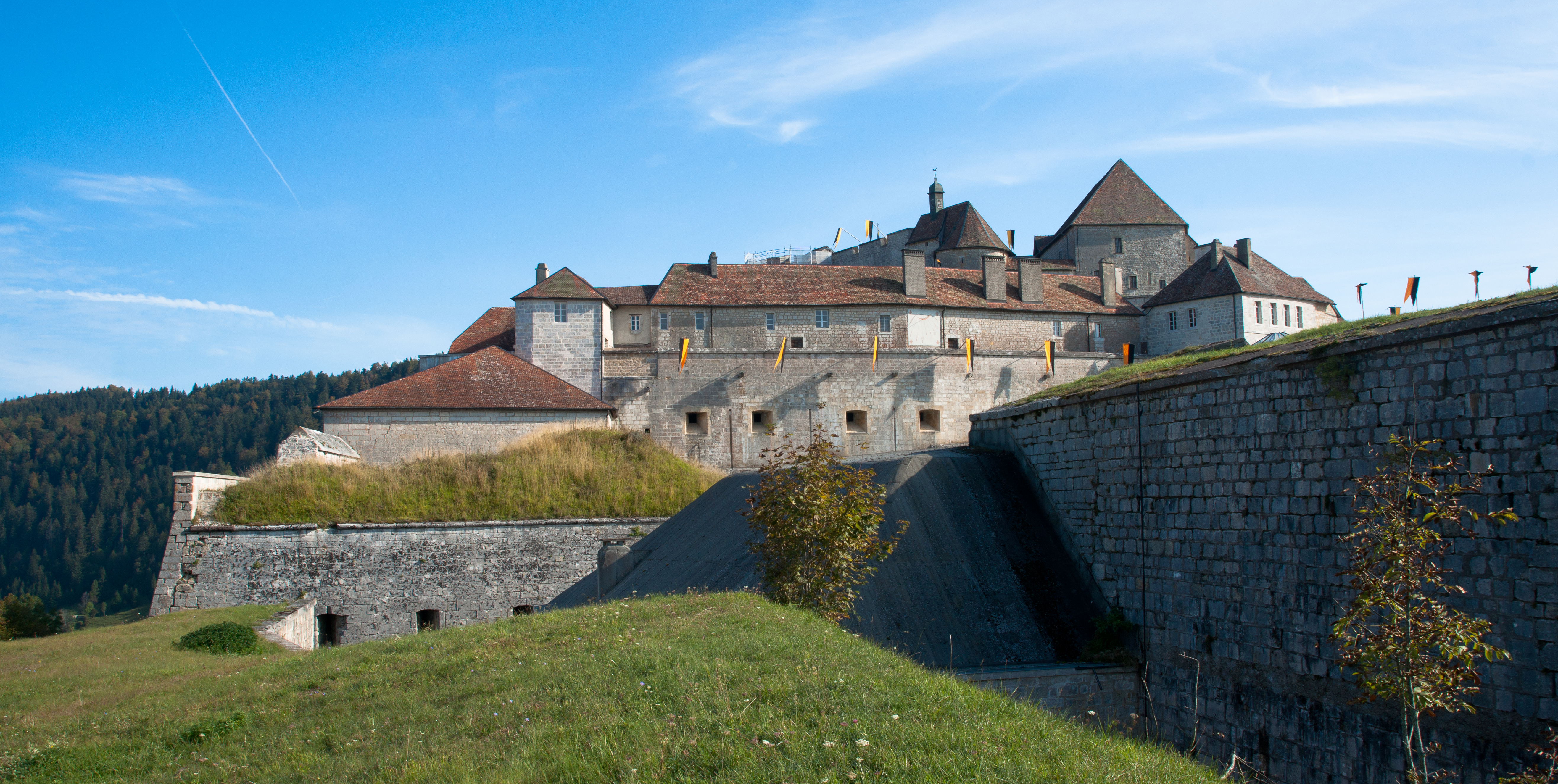
Vue depuis l'ouest.

Avec la guerre de Dix Ans débutée en 1634 le château de Joux, après la ville de Pontarlier, tombe en 1639 entre les mains des Français conduit par Bernard de Saxe-Weimar, après 15 jours de tranchées ouvertes dont on voit les stigmates sur le Géran. La forteresse fut remise au gouvernement de Van-der-Gruën, nommé par Weimar, puis du sire Grim. Lors des négociations des traités de Westphalie, les Français ne voulurent pas rendre le château de Joux qui avait été donné par le roi au duc de Longueville, descendant des Hochberg. Les Espagnols ripostèrent que c'était impossible au vu de sa situation stratégique. Il ne fut rendu qu'en novembre 1659 par le traité des Pyrénées. Ce traité mettait fin à la guerre entre la couronne d'Espagne et la France et redonnait sa neutralité à la Franche-Comté. Il comprend un article stipulant que le château de Joux, momentanément cédé au comte de Neuchâtel, doit être restitué à la France.
En 1668, pour récupérer la dot de son épouse (Marie-Thérèse, héritière de la Franche-Comté), Louis XIV prend en personne la Franche-Comté avec ses chevau-légers et ses gardes suisses qui ne servent normalement qu'à sa protection rapprochée et à celle de sa famille. Il envoie le général de Noisy (Louis de Maupeou, marquis de Noisy) pour prendre Joux. Le baron Ferdinand de Saint-Mauris qui commande la garnison, composée de 60 soldats plus 20 cavaliers et 200 hommes de milices, est sous l'autorité du gouverneur de la province qui n'est autre que Philippe de la Baume-Saint-Amour, marquis d'Yenne. Celui-ci a été accusé d'avoir pris parti pour la France au mépris de son devoir de défendre les places franc-comtoises. Il capitule très vite devant de Noisy venu avec moitié moins d'hommes, mais défendu essentiellement par des miliciens peu aguerris et apeurés par les menaces de représailles du général français. Sa trahison n'a pas été confirmée et ce dernier s'en défendra toute sa vie. Michaud, dans sa Biographie universelle ancienne et moderne, dépeint plutôt le personnage comme un homme d'honneur dépassé par le contexte et les événements et rejette l'hypothèse de la trahison. Cependant, Louis XIV est contraint de rendre la Franche-Comté à l'Espagne selon le traité d'Aix-la-Chapelle. Le baron de Saint-Mauris reste gouverneur de la place.
En 1674, alors que les grandes puissances européennes sont affaiblies, Louis XIV refait en personne la seconde conquête de la Franche-Comté. Il envoie le marquis de Duras prendre le château de Joux pendant qu'il rentre avec le dauphin à Paris. Celui-ci donne de l'argent au gouverneur de la place qui se sauve en Suisse en laissant le fort aux Français.
En 1678 le traité de Nimègue confirme le retour définitif de la Franche-Comté à la France et le démembrement de la seigneurie de Joux. Le château de Joux fortifié par Vauban fera partie des trois forts franc-comtois épargnés par Louis XIV qui fit raser tous les autres châteaux.
Pendant la guerre de la Ligue d’Augsbourg, Vauban fait ajouter une 4e enceinte, comportant un ouvrage à cornes flanqué de deux demi-bastions. Il approfondit les fossés, ajoute une entrée à pont-levis, modernise la tour d’artillerie médiévale et fait construire des casernes. 
Sous le règne de Louis XV, le fort sert essentiellement de lieu de retraite pour les soldats et invalides. Au milieu du XVIIIe siècle, le fort devient une prison d’état. En 1813, face aux menaces des armées ennemies, il retrouve sa vocation militaire. En 1835, une 5e enceinte est reconstruite et une terrasse d’artillerie installée sur le donjon. En 1848, des parapets et un escalier de sécurité sont installés sur la 2e enceinte. Un corps de garde crénelé modèle 1846 est construit en contrebas du fort du Larmont inférieur en 1854. Au cours des années 1880, le fort est modernisé par l’ajout d’un ouvrage avancé constitué de levées de terre et de casemates d’artillerie.
Le fort de Joux disposait d'une garnison composée de nombreux invalides de guerre avec, à sa tête, un gouverneur qui était également gouverneur de Pontarlier, un lieutenant du roi et un major.

### Le fort, prison d'État redoutée
De la fin du règne de Louis XV jusqu'à la chute de Napoléon Ier, en 1815, le fort servit de prison d'État. Les cellules étaient froides et humides et les prisonniers devaient chauffer toute l'année à leurs frais. Malgré sa réputation de sûreté, plusieurs prisonniers réussirent à s'évader du fort. Certains de ces détenus furent célèbres.
Mirabeau fut enfermé en mai 1775 dans la tour qui porte aujourd'hui son nom. Mais très vite, il obtint du gouverneur de la place, le marquis de Saint-Mauris-Montbarrey, de pouvoir se rendre à Pontarlier où il loua un appartement et où il connut Sophie de Ruffey avec laquelle il s'échappa en Hollande et à laquelle il écrivit les fameuses Lettres à Sophie.
Chouans et prêtres réfractaires y furent enfermés, parfois avec des traitements spéciaux, car beaucoup de Pontissaliens, s'ils étaient antiroyalistes, défendaient l'Église. Ainsi d'Andigné et Suzannet s'enfuirent du fort avec la complicité des cantiniers qui leur donnaient des limes pour scier leurs barreaux. Girod, Allier de Hauteroche, Michelot Moulin et Charles de Frotté (le frère du général Louis de Frotté) enfermés dans la même cellule avec la petite chienne Bibi, parvinrent à s'enfuir en janvier 1805 à l'aide de draps sur le plateau de la Rochette enneigé, puis dans la cluse et enfin par les Verrières ils atteignirent la Suisse puis rejoignirent l'Angleterre.

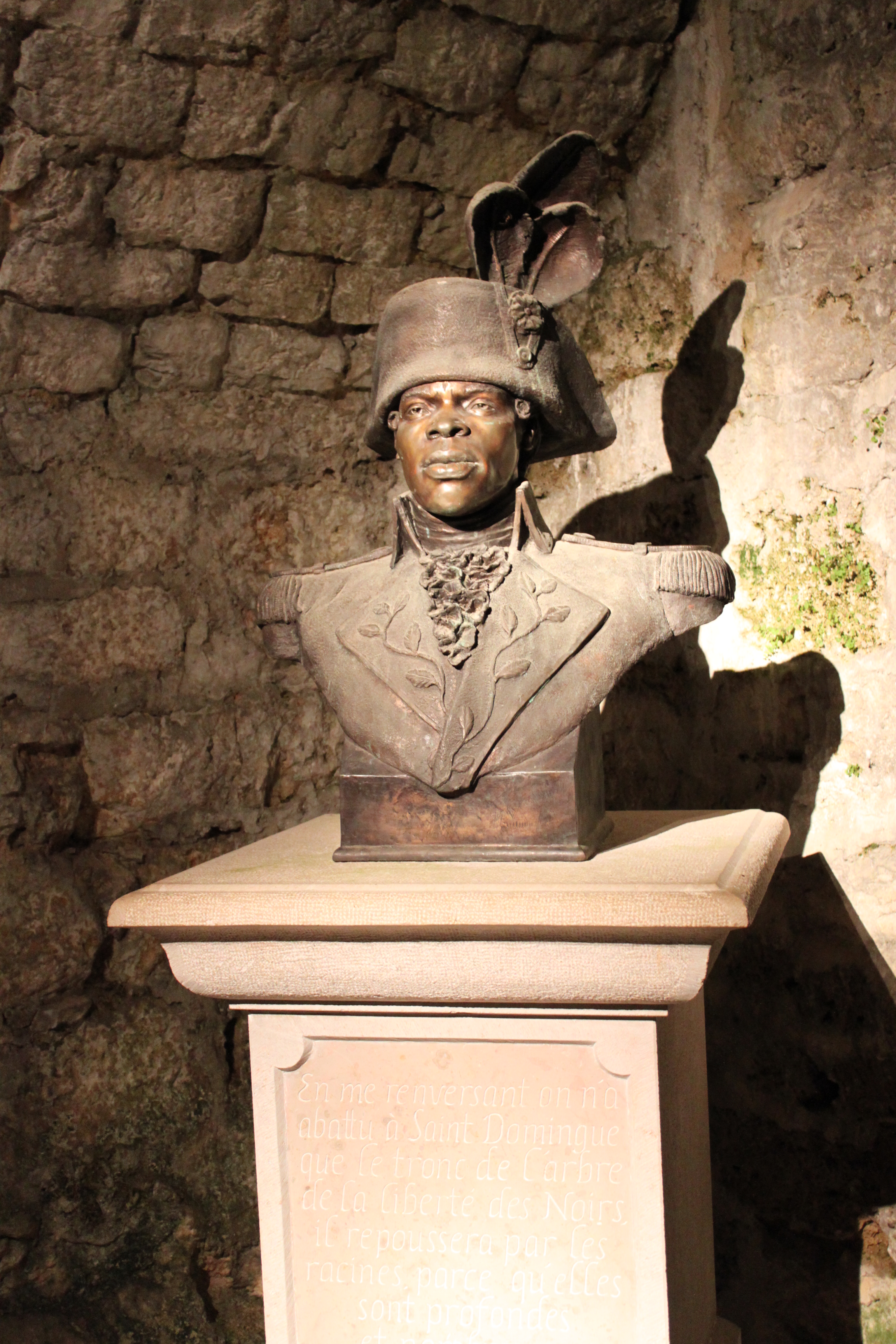
Buste du général Toussaint Louverture dans une ancienne cellule du fort.

Toussaint Louverture fut l'initiateur de l'abolition de l’esclavage et de l'indépendance d'Haïti, première république noire. Il fut enfermé au secret au fort de Joux dans une cellule dont la fenêtre était presque entièrement murée en août 1802. On lui retira tous ses grades, on lui refusa des soins pour la maladie qu'il avait contractée avant d'être fait prisonnier et dont il mourut le 7 avril 1803. Napoléon fit également enfermer André Rigaud, un métis qui avait combattu Toussaint Louverture.
Le poète allemand Heinrich von Kleist fut emprisonné par erreur du 5 mars au 9 avril 1807 ; l'un de ses compatriotes fut enfermé dans un premier temps dans la cellule de Toussaint Louverture et eut des contacts avec son geôlier avant de venir le rejoindre. Ce fut de cette expérience que Kleist tira l'inspiration sa pièce Les Fiancés de Saint-Domingue.
Le marquis de Rivière fut enfermé en 1814 pour ses actions contre Bonaparte. En 1812, le cardinal Calvachini, ancien gouverneur de Rome, eut un traitement de faveur car il était théoriquement enfermé au château mais il résidait en réalité derrière la cure de Saint-Bénigne à Pontarlier avec son valet Volpini.
Le général Dupont fut transféré rapidement vers l'intérieur du pays avant l'arrivée des Autrichiens en 1813.
Les lieutenants de la guerre d'indépendance espagnole furent incarcérés de 1803 à 1815. L'un d'eux écrivit un poème pour son roi sur la porte de sa cellule. La veille de l'arrivée des Autrichiens, en 1813, les 300 à 400 prisonniers furent transférés à Salins. Le jour d'avant, quatre prisonniers étaient parvenus à se sauver à l'aide de draps noués par les latrines du château. Le dernier tomba et ses compagnons l'emmenèrent jusqu'à Oye où il mourut, les autres fuirent en Suisse.
Dès le 27 décembre 1813, les Autrichiens assiégèrent et bombardèrent le fort, causant beaucoup de dommages matériels, mais le fort résistait toujours avec ses 100 soldats dont 60 vétérans. Décidant de changer de tactique, le 17 janvier 1814, ils offrirent 942 Francs au gouverneur de la place, Roubeau, qui accepta et partit avec sa troupe. Alors que les Autrichiens s'apprêtent à détruire le fort, le général Marulaz intercède favorablement auprès du prince Jean Ier de Liechtenstein pour qu'il n'en soit rien.
En mars 1815, profitant du désordre, 40 000 Suisses armés envahirent la contrée. Le 7 juillet, ils s'emparèrent du fort sans combat mais durent le restituer à la suite des négociations de Talleyrand lors du Congrès de Vienne.

### La retraite des Bourbaki et les deux guerres mondiales

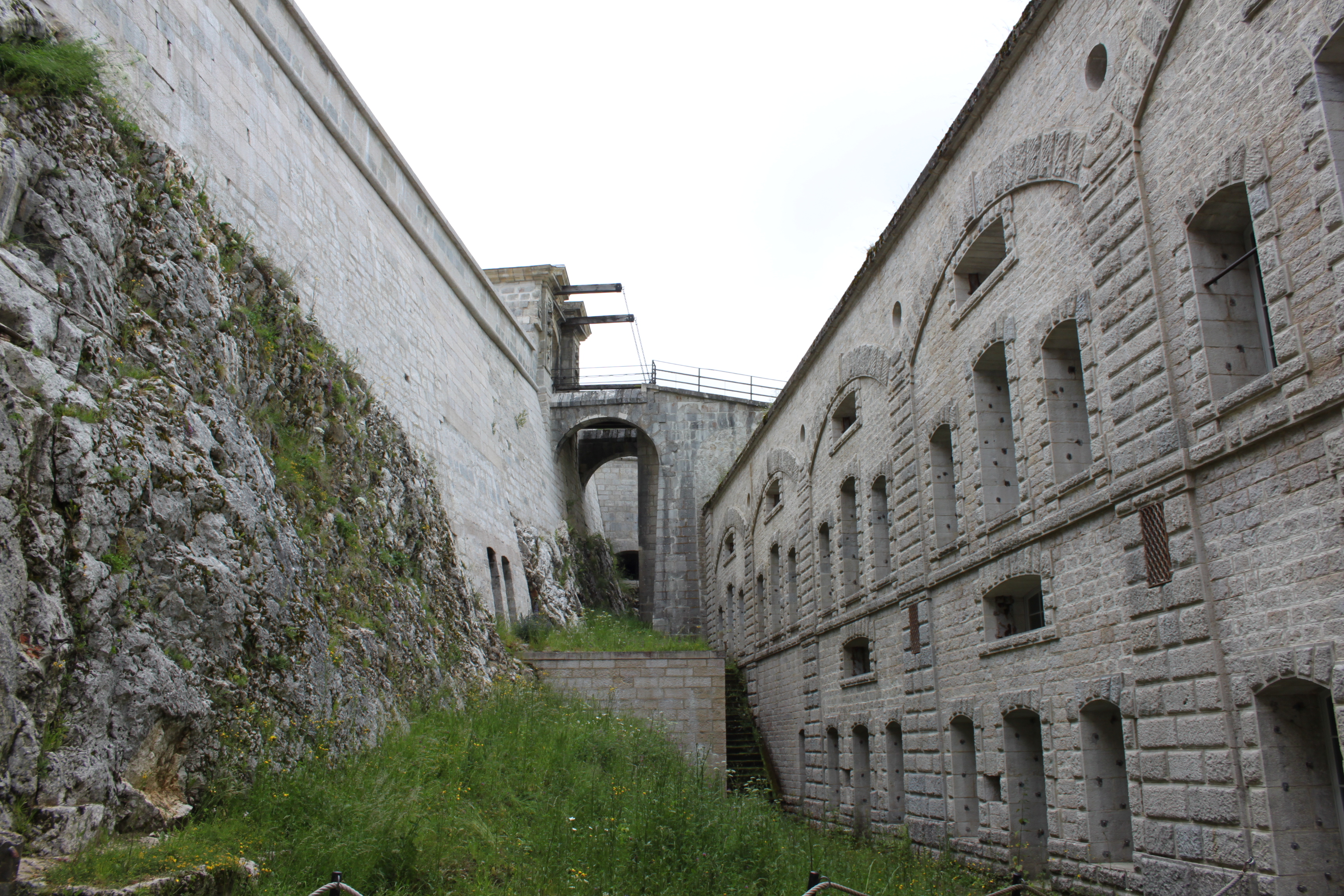
Casernement Joffre.

Le fort fut réparé et renforcé tant par l'amélioration de la seconde et cinquième enceinte que par la construction du fort Mahler entre 1843 et 1851. Le 1er février 1871, parce qu'ils n'avaient pas été compris dans la convention d'armistice, les 100 000 hommes de l'armée de l'Est commandée par Clinchant furent attaqués par les 500 Prussiens de Manteuffel alors qu'ils se dirigeaient vers la Suisse pour être désarmés (convention des Verrières). Le fort Mahler et le fort de Joux défendirent la colonne de soldats qui se dirigeait vers la cluse de leurs canons et la bataille fut victorieuse pour les Français. Ce fut aussi la première action d'envergure de la Croix-Rouge qui soigna autant les Prussiens que les Français aux Verrières-de-Joux.
Après la défaite de 1871, le fort fut modernisé par le jeune capitaine Joffre, alors officier du Génie. Il le transforma en véritable fort Séré de Rivières, avec des casemates Mougin contenant des canons de Bange de 155 mm, jugés comme les plus gros canons d'artillerie de l'époque. Mais la crise de l'obus-torpille en 1885 rendit obsolète ces coûteux travaux. Le fort fit partie des fortifications de l'Est tout comme le fort Mahler qui fut également modernisé et le fort Catinat qui fut construit entre 1880 et 1883.
Lors de la Première Guerre mondiale, le fort n'eut qu'un rôle dissuasif.
Entre les deux guerres mondiales et jusqu'à la bataille de France, il est intégré à la ligne Maginot au sein du secteur fortifié du Jura pour servir de plate-forme d'artillerie. En juin 1940, une colonne allemande arriva de Besançon vers la cluse ; le fort Mahler, le fort Catinat et celui de Joux arrêtèrent net la progression allemande. Les combats cessèrent avec la signature par Pétain de l'armistice du 22 juin 1940. Les Allemands occupèrent alors les forts. Ils construisirent une casemate pour un gros canon dans le fort Mahler et laissèrent une faible garnison au fort de Joux.

Après guerre, l'armée laissa juste une faction dans le fort devenu trop obsolète devant les armes modernes.

### Le temps pacifique des visites et des divertissements
Si certaines personnes étaient admises à visiter le fort et même à y danser aux bals dès le XIXe siècle, les visites officielles commencèrent en 1958, lorsque les forts de Joux et de Mahler furent vendus à l'Office de tourisme par l'armée. En 1973 est fondé le Festival des Nuits de Joux par la troupe des Comédiens des Nuits de Joux, qui deviendra le Centre d'animation du Haut-Doubs (CAHD), à l'initiative de Pierre Louis, metteur en scène. Le Festival des Nuits de Joux a notamment accompagné les débuts au théâtre de Jean-Luc Lagarce ou Hervé Pierre. Depuis la fin des années 1990, la communauté de communes du Larmont a pris le relais dans la valorisation et la restauration du site (Spectacles de fauconnerie, visites nocturnes théâtralisées, courses au trésor, fête médiévale (2008-2014), Journées des armes anciennes/En armes à Joux(1990-2015)). De plus, d'autres spectacles ont été présentés tout l'été comme « Jazz et musique improvisée en Franche-Comté » (1995-2009) ou « çà s'joue au château » (2006-2010) avec des prêts de couvertures pour tenir chaud aux spectateurs.
Un musée d'armes était situé à l'étage du donjon médiéval. Les armes présentées allaient de la fin du XVIIe au début XXe siècle, avec près de 600 pièces (casques, baïonnettes, sabres, cuirasses) dont certaines pièces très rares comme un fusil de 1717 ou des oursons du 1er empire. Cette collection a été déménagée en 2015 au musée de Pontarlier qui en présente une partie.
Le 27 avril 2023, le président de la République Emmanuel Macron se rend au château pour commémorer les 175 ans de l'abolition de l'esclavage en France.

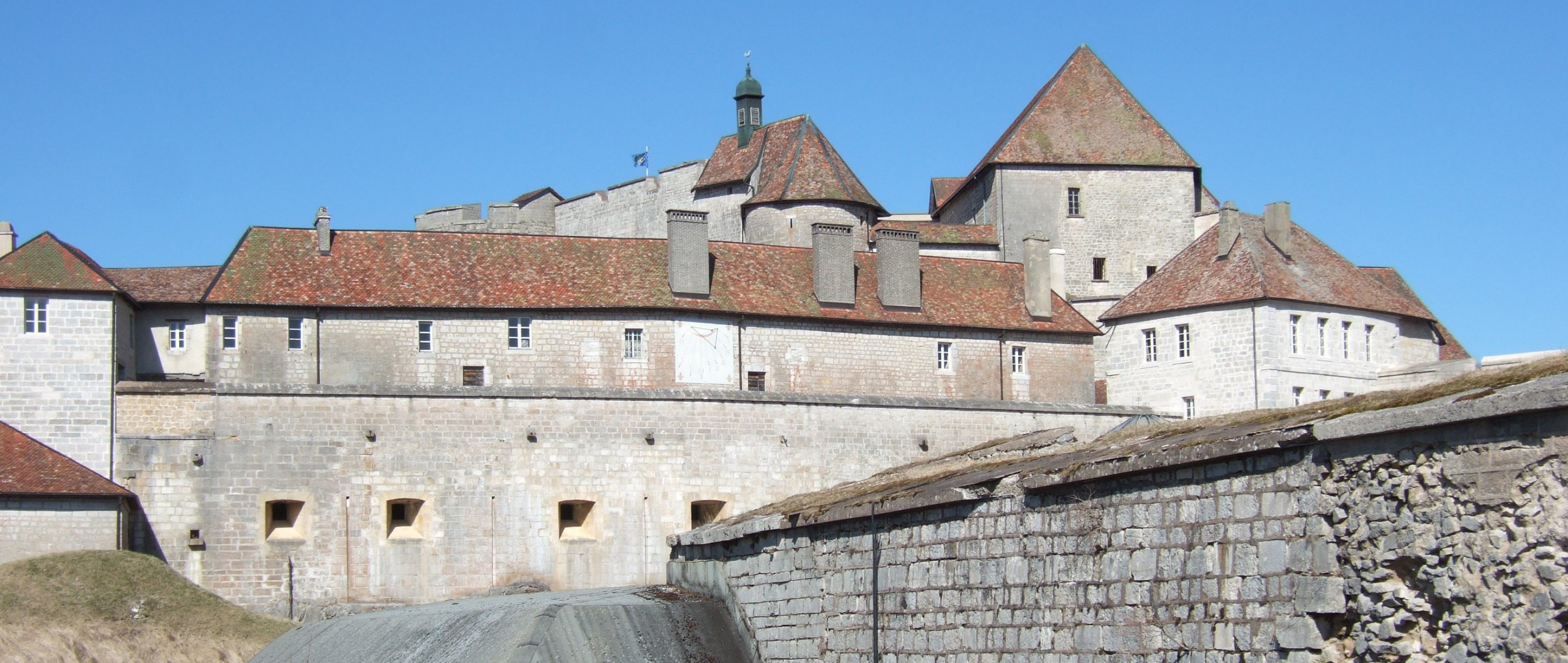
Front de la 3e enceinte et casernements, puis tour Mirabeau et donjon en arrière-plan.

## Architecture

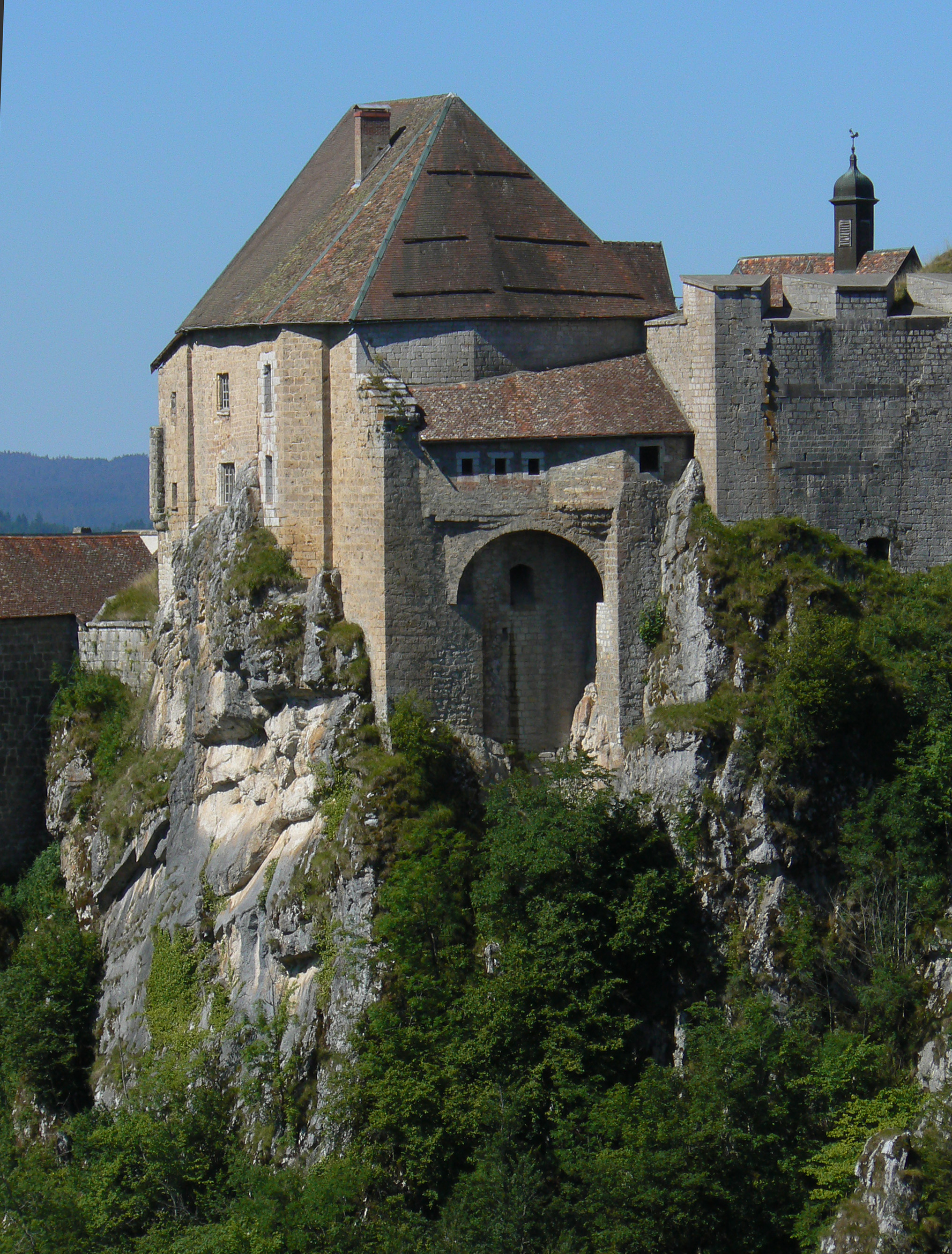
Donjon et latrines médiévales, rempart du XIXe siècle.

Le château de Joux est un exemple d'architecture militaire développée de façon continue du Moyen Âge au XIXe siècle. Schématiquement, la partie la plus ancienne est le donjon médiéval et le mur Ouest de la troisième enceinte (qui donne du côté du Doubs). Viennent ensuite la première enceinte, la tour du fer à cheval, le magasin à poudre et l'entrée de la troisième enceinte avec son pont levis. Le glacis, le chemin couvert et la troisième et quatrième enceintes ont été reprises par Vauban avec un tracé bastionné. La partie Ouest de la cour du donjon (« escalier » gris donnant sur la Rochette), la seconde enceinte avec sa guérite en pierre et son escalier miné à trappe amovible datent du XIXe siècle. la cinquième enceinte et le plateau de la Rochette ont été totalement reprises par Joffre entre 1879 et 1881.
Le château et la batterie de la Rochette, datées du XIXe siècle ont été classés monument historique le 18 juillet 1996.
La montagne sur laquelle est situé le fort se partage en trois zones dont nous parlerons plus bas : au nord La Rochette ; au centre La Pelouse où se situe le fort et à partir du glacis ; au sud, le Géran.

### XIeauXVIesiècle

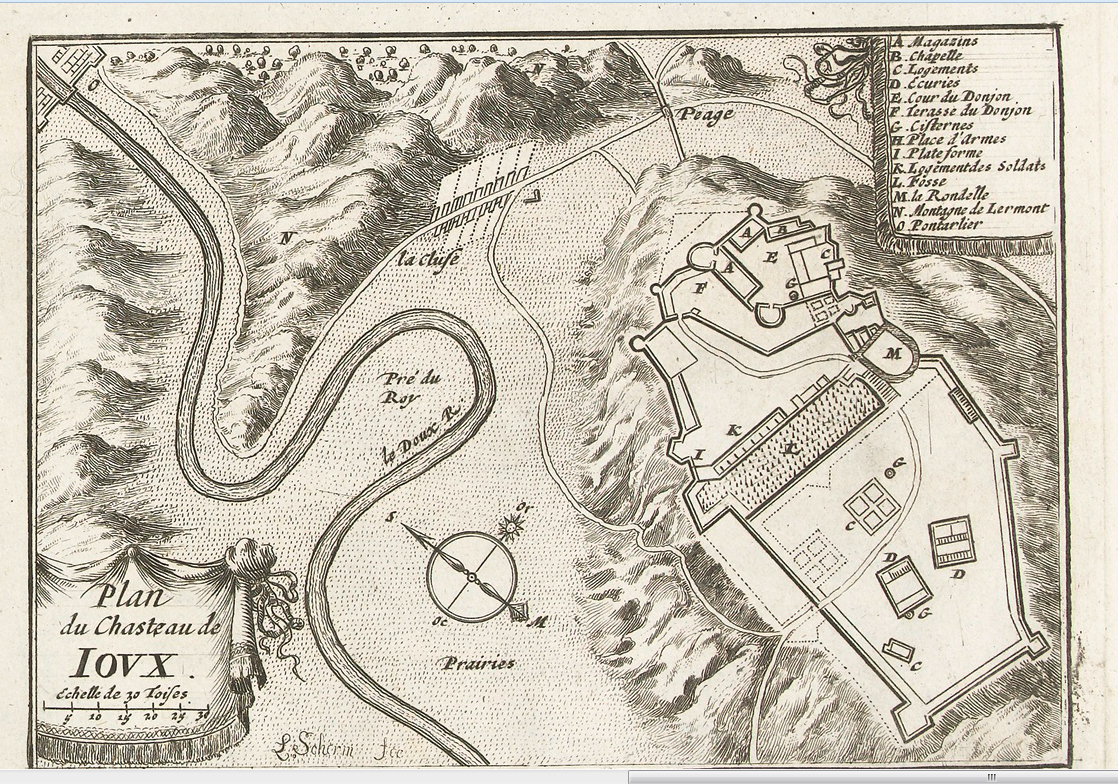
Plan du château de Joux avant 1668 (L'orientation est à noter).

Il existait probablement un guet de bois appelé « Iors » par les Séquanes et « Miroaltum » par les Romains dès l'antiquité au niveau de la Rochette. Le château fut initialement fait de bois. En 1039, le donjon et une première enceinte (encore visible sur le côté Ouest du château) avec des tours carrées, furent faits de pierres venant des carrières de Chaffoy.
Vers le XIIIe siècle, on ajouta des fortifications avec des tours rondes sur le plateau de la Rochette dont un escalier qui descendait jusqu'au péage. On ajouta aussi la première enceinte avec la tour Mirabeau (qui tire son nom du célèbre prisonnier qu'elle a enfermé) ; ainsi que la tour Grammont dont la base est à bossage et le haut en tuf de Fontaine Ronde. Cette dernière tire probablement son nom d'Adrienne de Grammont qui releva le nom de Joux au XVIe siècle. À l'origine, le sol de la seconde enceinte était 1,20 m plus bas qu'aujourd'hui ; c'était le balcon du donjon et il fallait une échelle pour entrer dans la tour. Cela permettait de repousser aisément les assaillants.
Entre 1393 et 1405, c'est la construction de la tour du fer à cheval alors appelée « la Rondelle », de la troisième enceinte et du fossé, qui est effectuée par les Pontissaliens avec l'argent produit par les nouvelles foires de la Saint-Luc et de Saint-Georges par Jean sans Peur, duc et comte de Bourgogne, qui voulait en faire un poste frontière. Philippe III de Bourgogne, son fils, acheta le château en 1454 suscitant la convoitise des héritiers des anciens propriétaires, les Hochberg, qui s'introduisirent dans la place ce qui donna lieu à de nombreux procès dont le dernier, en 1492 à Dole, donna raison à Marguerite d'Autriche, fille de Marie de Bourgogne. Pour monter à la cour du donjon, on empruntait un chemin en pente douce.

### Période desXVIIeetXVIIIesiècles

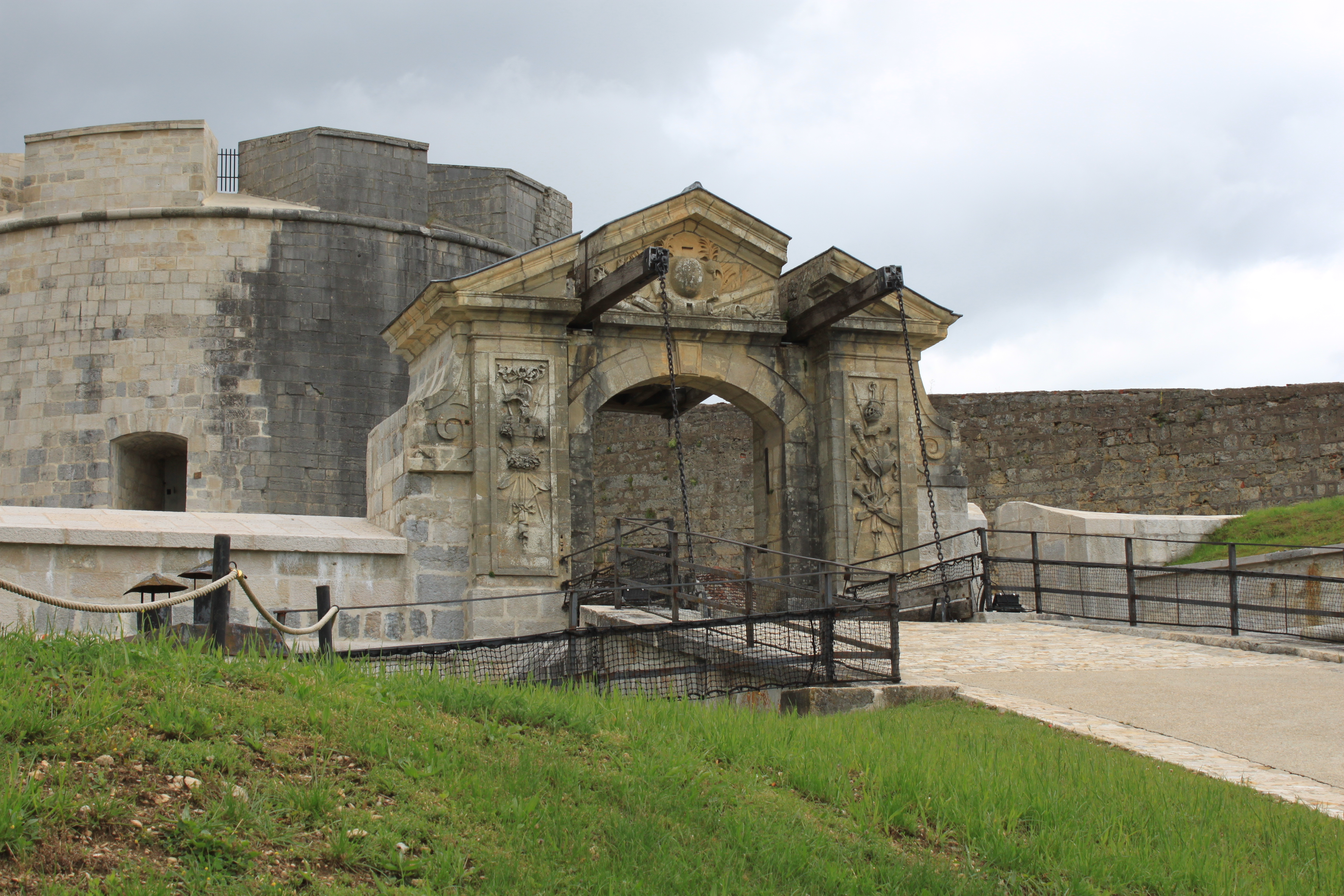
Porte d'honneur et tour du fer à cheval.

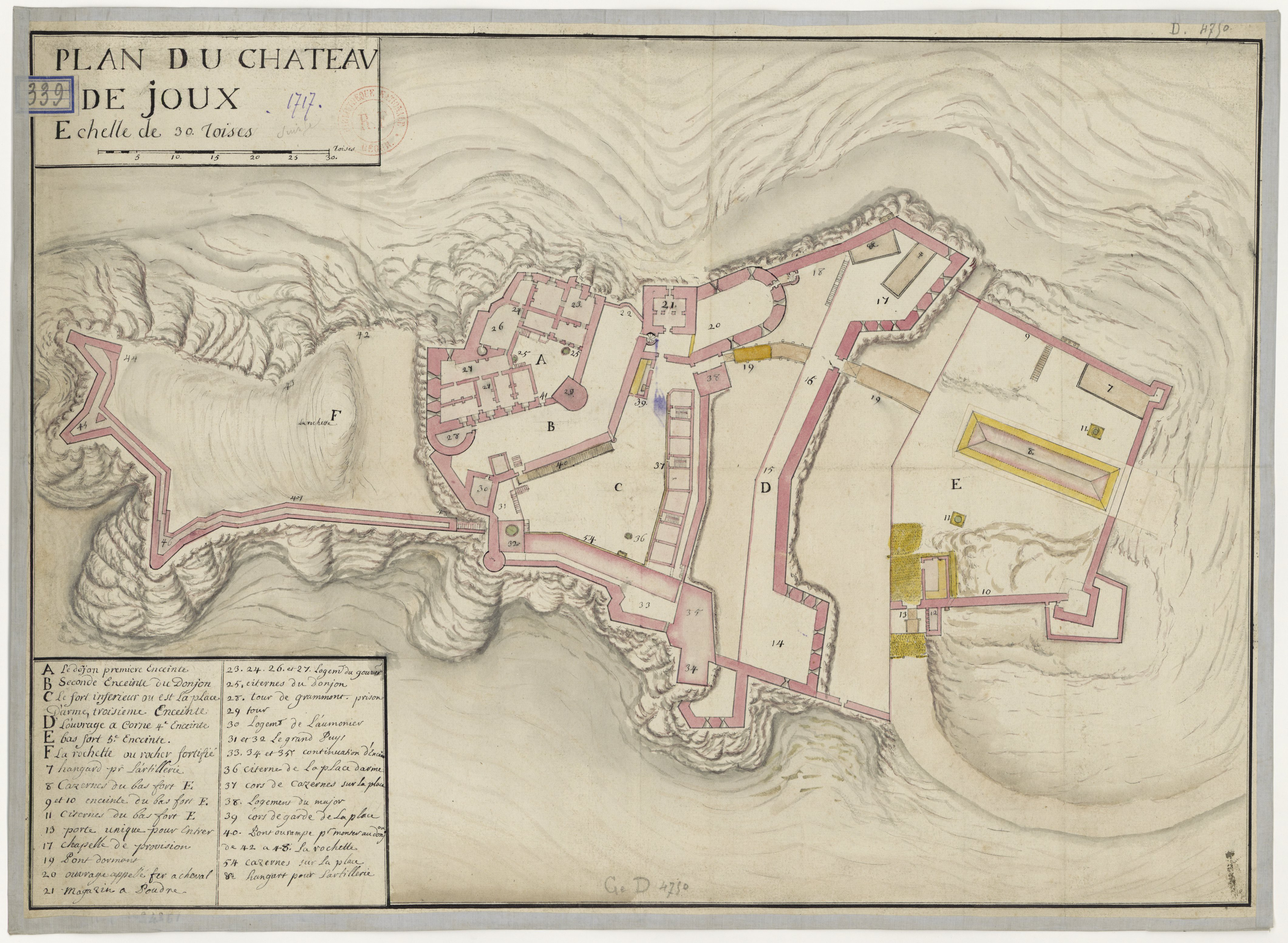
Plan du château au XVIII.

Lorsque Louis XIV conquit la Franche-Comté pour la seconde fois, il voulut préserver trois châteaux dont le château de Joux. Vauban était d'avis de le raser. En 1677, il réalisa un plan-relief et entre 1678 et 1690, il détruisit les parties médiévales Sud. Utilisant les pierres du Géran, il construisit, avant le fossé médiéval qu'il fit traverser par un pont dormant, la quatrième enceinte avec ses deux ouvrages à corne comprenant à l'est une guérite avec deux monogrammes aux deux L enlacés de Louis XIV et un soleil. Il fit creuser un fossé et bâtit la cinquième enceinte avec un ouvrage à corne bordé d'un fossé au sud et à l'ouest et d'un chemin couvert à l'est. Il créa le glacis au Sud du fort. C'est à cette époque que fut bâtie la porte d'honneur dont les motifs ont été réalisés en calcaire de Vuillecin qui a la particularité de se sculpter comme du plâtre et de durcir ensuite. On voit encore aujourd'hui la finesse et la bonne conservation de ce monument. Les trophées d'arme de la porte d'honneur représentent à gauche les chevau-légers dauphin (cavalerie légère) et à droite les piquiers suisses (infanterie). En haut au centre étaient les armes du Roi-Soleil avec le « monogramme de deux L entrelacés sur globe céleste ceint d’une guirlande végétale et inséré dans un cartouche baroque fleurdelisé surmonté de la couronne fermée », mais tout le métal doré a été subtilisé et il ne reste que l'agrafe de la couronne et quelques fragments des deux L. En haut de la porte d'honneur à gauche est représentée la Franche-Comté espagnole avec le drapeau de la victoire contre les Turcs par Charles Quint puis par Don Juan d'Autriche qui est un croissant renversé sur fond bleu ; le drapeau porte les armoiries des sires de Salins ; les armes sont celles utilisées dans l'armée espagnole qui est la seule à posséder encore un corps d'archers (carquois), par exemple. À droite, c'est la France et ses armes « modernes » qui sont mises en avant ; on remarque les baïonnettes qui n'ont pas encore été normalisées à un seul modèle.
En 1690, Vauban modifia le plan-relief pour engager les travaux de la partie supérieure du château et proposa ses modifications à Louis XIV. Entre 1690 et 1693, il fit construire la seconde enceinte, la cour d'honneur et les casernements y attenant. Il fit creuser un grand puits de 147 m de profondeur qui a été réduit par la galerie de Joffre. Il fit construire les logements attenants à la tour Grammont et donnant sur la seconde enceinte. Il fit rajouter des canonnières sur les tours à l'ouest, dans la cour du donjon et sur la tour du fer à cheval qu'il coiffa d'un toit amovible.
Sous Louis XV, en 1717 et 1724, de nouveaux travaux sont menés et le plan-relief de Vauban modifié en conséquence : on construit des locaux pour l'artillerie dans la quatrième et la cinquième enceinte, on fait une rampe pour monter à la deuxième enceinte, on modifie l'intérieur du donjon qui sert de logement au gouverneur de la place. On refortifie totalement la Rochette. À la fin du règne de Louis XV, on transforme le fort en prison d'État en aménageant des cellules solidement grillagées dans la première et la seconde enceintes. Chaque cellule avait sa propre cheminée étroite et rectangulaire, pour que l'on ne puisse pas s'y glisser. En effet, on doit chauffer toute l'année et aujourd'hui encore il est conseillé de se couvrir même en plein été. La fenêtre d'une cellule fut partiellement murée afin que l'on ne puisse pas s'en échapper. Elle servait à enfermer les prisonniers mis au secret comme Toussaint Louverture ou le marquis de Rivière.
La dernière réactualisation du plan-relief est effectuée en 1761. Il sera partiellement détruit en 1826, lorsqu'un nouveau plan-relief sera construit pour le remplacer. Il se trouve aujourd'hui dans les réserves du musée des plans-reliefs aux invalides.

### Période duXIXesiècle

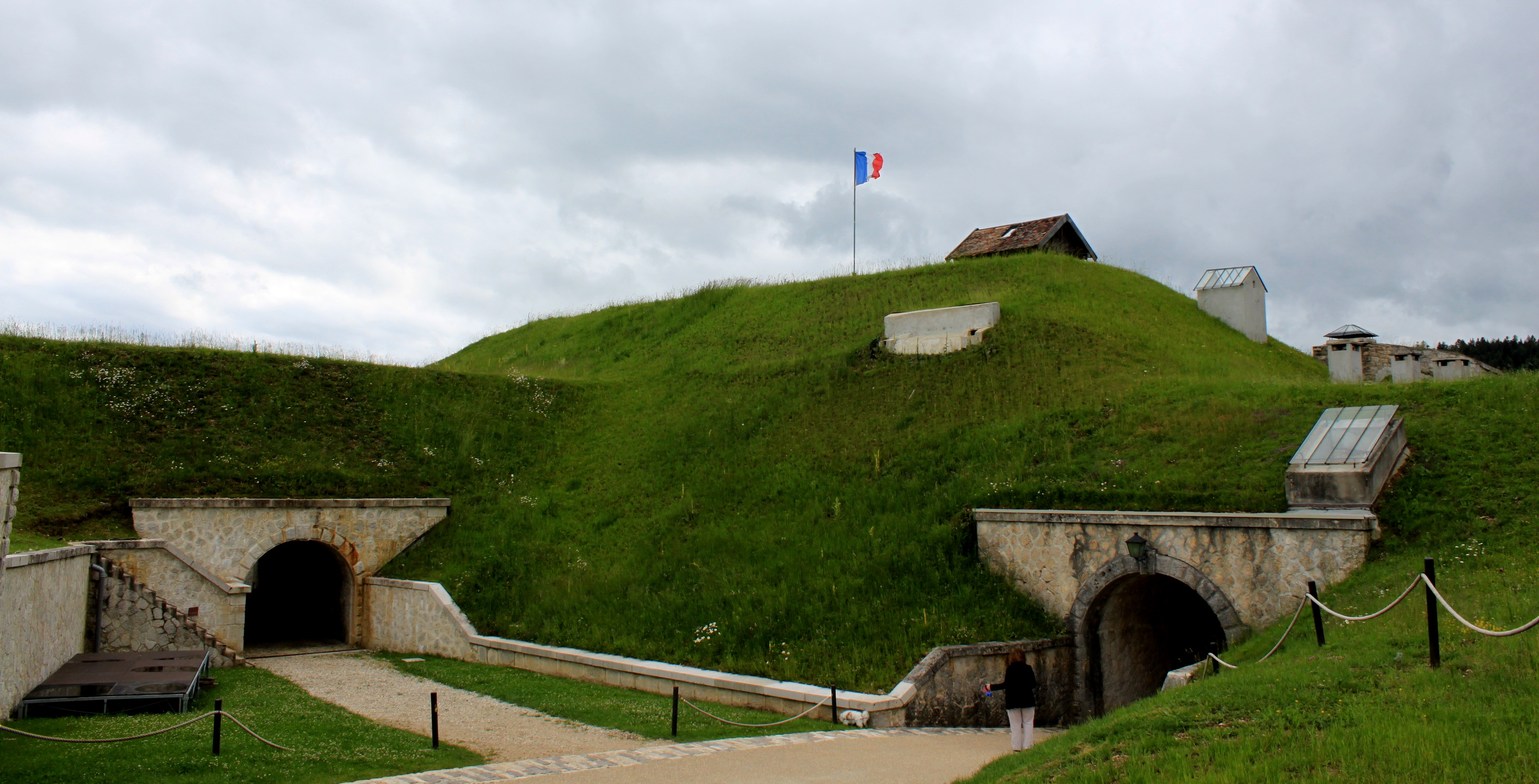
Cinquième enceinte recouverte de terre engazonnée.

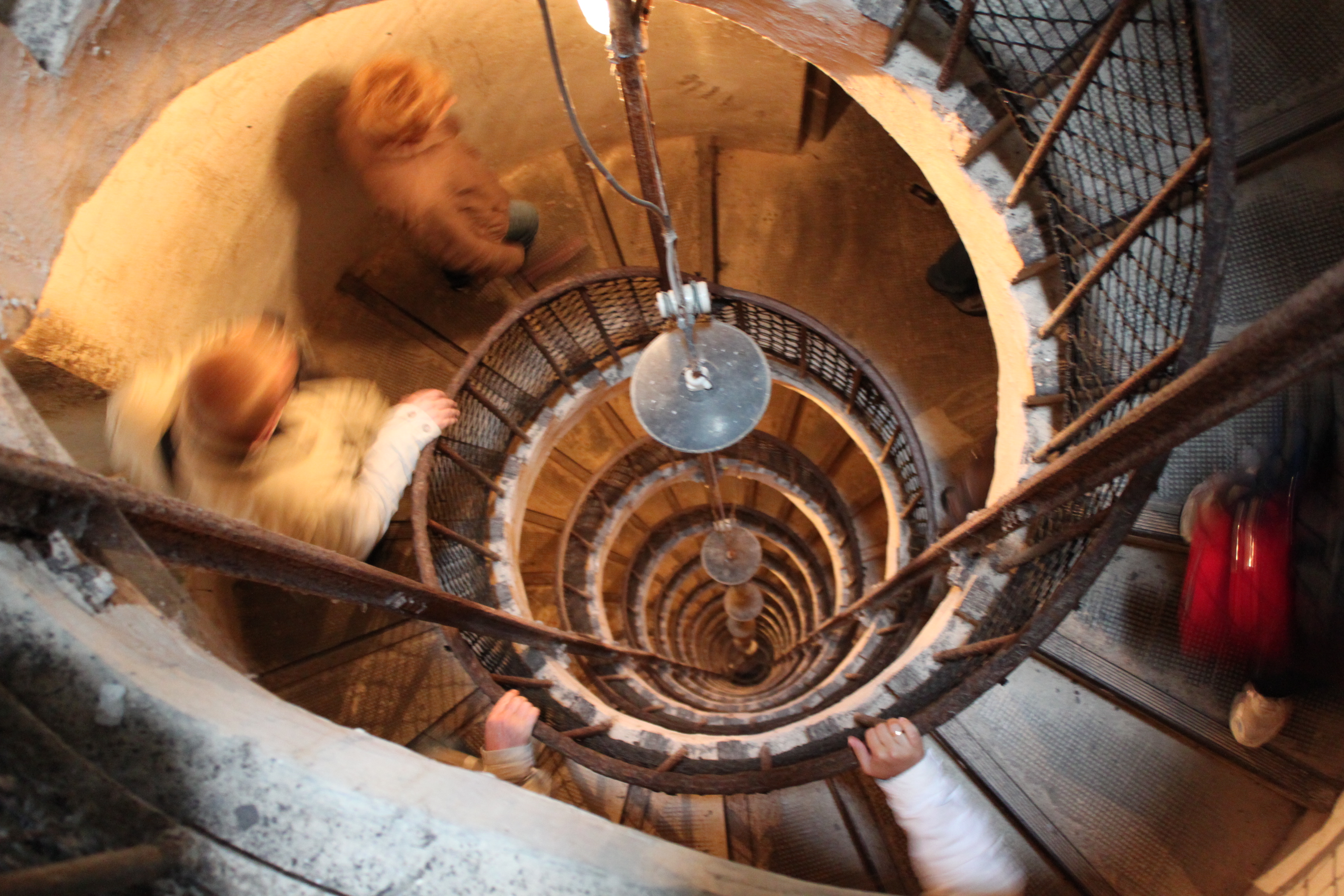
Escalier à vis Joffre.

En 1815, les Autrichiens tirent sur le château de Joux notamment depuis le fort de la Cluse (en face du fort) et depuis Montpetot situé sur un mont au nord-est du fort. Ne pouvant monter que de l'artillerie légère sur les rochers de la Fauconnière et sur le fer à cheval, les boulets n'atteignirent jamais le château de ce côté. Cependant, les dégâts qu'ils firent furent considérables : Ils détruisent toutes les fortifications de la Rochette, certaines tours, des murs. Puis, lorsqu'ils occupèrent le fort, ils vendirent les canons, récupérèrent tout le métal et jetèrent dans le grand puits les portes, les meubles et les archives.
S'ensuivit une période de disette qui fait que les réparations ne commenceront qu'en 1827 après qu'un nouveau plan-relief fut construit. La cinquième enceinte est re fortifiée, l'escalier menant de la Rochette au péage sert à construire la tour du Diable dans un style néogothique en 1843, la seconde enceinte est réparée et fortifiée (on remarquera la similitude entre la guérite en pierre de la seconde enceinte et celles du fort Mahler bâties au même moment). Un escalier miné à trappe amovible remplace la rampe initiale. Les bâtiments attenants au donjon sont totalement modifiés. Le grand plan relief en face de l'accueil est le fac-similé de celui de 1826 dont la dernière mise à jour date de 1868. On peut y remarquer l'arbre de la liberté au milieu de la cour d'honneur. Il donne un aperçu exact des lieux à cette dernière date.
La guerre de 1870 qui se termine au pied du château de Joux va inciter à faire du fort un élément du Système Séré de Rivières et c'est le jeune capitaine Joseph Joffre qui s'en charge dès 1879. Il fera bâtir la batterie de la Rochette, l'escalier à vis, la galerie menant au grand puits avec son magasin à poudre, son petit magasin sous roc, son abri sous roc, son escalier à double rampe menant à la Rochette. Il fera également construire des casernements dans le fossé de la cinquième enceinte et reconstruira totalement la cinquième enceinte dans laquelle il installera deux casemates Mougins avec des plaques de fonte dure (4 plaques de 20 tonnes chacune) recouvertes de terre engazonnée et qui contiendront des canons Bange de 155 mm dont un a été reconstitué. Un système de verrou à contrepoids permettait l'ouverture pour permettre le tir et d'énormes bouches d'aération permettaient aux gaz et poussières générés par le tir de s'évacuer rapidement. Récemment remise en état de marche, Joux possède la seule casemate Mougin encore en état de fonctionnement. Malheureusement, aussitôt construites, ces casemates seront obsolètes à cause de l'invention de l'obus-torpille en 1889.
Entre les deux guerres, le château de Joux fera partie de la ligne Maginot, au XXe siècle on y ajoutera l’électricité, mais peu de modifications seront apportées avant qu'on l'ouvre à la visite.
Les Allemands qui l'occuperont durant la Seconde Guerre mondiale prélèveront tout le métal pour le refondre afin de faire des armes.

### Détails d'architecture militaire du fort de Joux

#### Chemins, fossés et Ponts-levis

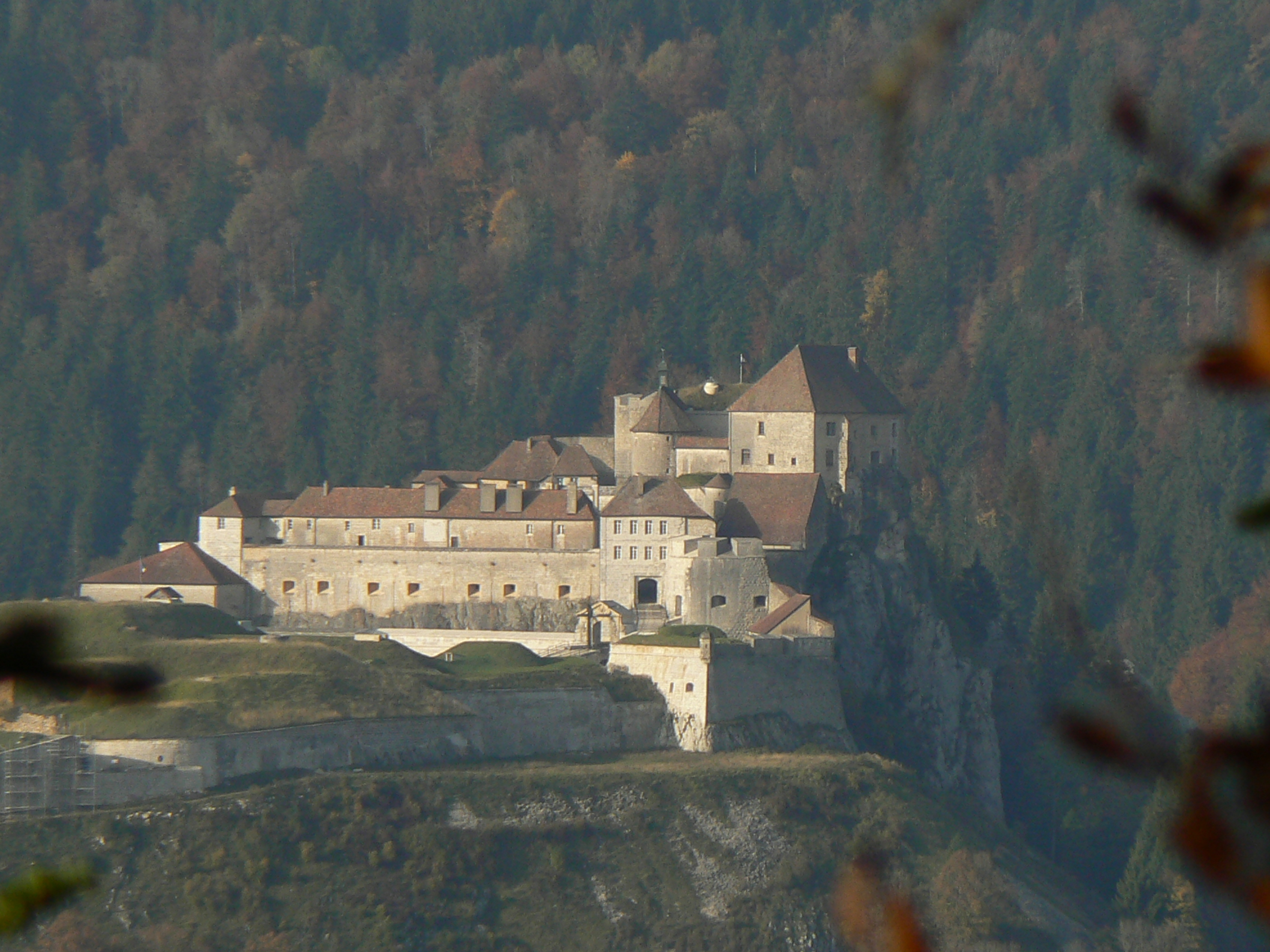
Chemin couvert au premier plan.

Chemin couvert (XVIIe) : À gauche du glacis en montant, on trouve un chemin couvert au bout duquel on peut admirer la guérite dédiée à Louis XIV.
Fossés secs : Dès l'époque médiévale, comme nous sommes en montagne, les fossés étaient secs.
Ha-ha (XIXe) : Juste avant l'accueil, à gauche du pont-levis, on remarque un ha-ha qui permettait de freiner des assaillants qui auraient réussi à s'introduire.
Pont-levis escamotable (XIXe) : C'est le premier que l'on traverse avant d'entrer.
Pont-levis à flèche (XVIIe) : C'est la porte d'honneur ; deux personnes pouvaient soulever le pont.
Pont-levis médiéval à contrepoids(XVe) : C'est le dernier pont-levis. L'hiver ou par temps pluvieux il était impossible de le lever. Sur la gauche en montant, dans un renfoncement, on voit une meurtrière bourguignonne typique du XIVe siècle.
Canonnières : Des canonnières ont été installées un peu partout dans le fort par Vauban. À chaque tir les embrasures donnant sur le fossé pouvaient être fermées par des volets de bois qui protégeaient les artilleurs lorsqu'ils chargeaient leurs canons. Dans la cour d'honneur, vers le sol des casernements donnant sur le fossé de la troisième enceinte, on peut voir les volets de bois qui servaient à évacuer les fumées par l'arrière.
Chemin de ronde abrité : Derrière les casernements de Vauban donnant à l'ouest existe un chemin de ronde abrité bordé de latrines (non accessible).
Cheminée extérieure (XVIIIe) : Pour monter la garde avec un peu de chaleur, les soldats bénéficiaient d'une cheminée extérieure située à l'entrée de la cour d'honneur.

#### Escaliers

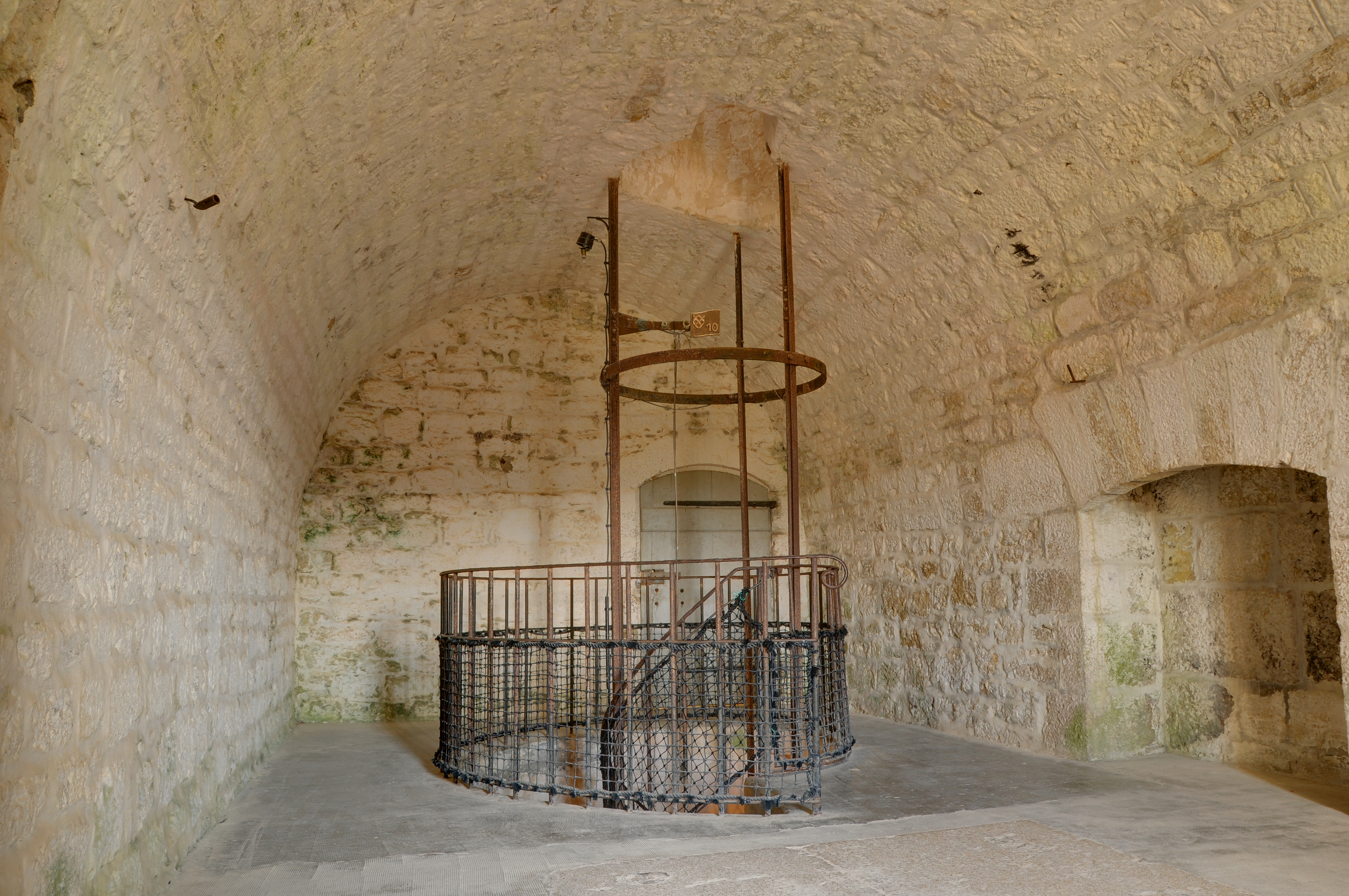
Monte-charge de l'escalier Joffre (on remarque la cheminée de l'ancienne cellule).

Pas de canard (XIXe) : Dans la cinquième enceinte, on a un des rares pas-de-canard. Ces escaliers de fortification très raides alternent les marches gauches et droites.
Pas de souris (XVIIe) : Dans le fossé, à gauche derrière la porte d'honneur, on peut observer un pas-de-souris.
Pas d'âne : pour arriver à la cour d'honneur, on emprunte un pas-d'âne.
Escalier miné à trappe amovible (XIXe) : Pour aller de la cour d'honneur à la seconde enceinte. On remarquera que cet escalier est creux (pour placer les sacs de poudre) et qu'il présente un trou pour placer la saucisse (toile goudronnée contenant de la poudre et s'allumant à l'aide d'une mèche). À mi-chemin, l'escalier possède un palier constitué d'une planche que l'on pouvait enlever en cas de nécessité. Cela, pour retarder l'assaillant.
L'escalier à vis (XIXe) avec un monte-charge central descendant à 30 mètres sous terre relie la cour du donjon aux galeries souterraines décrites plus haut.

#### Puits, citernes

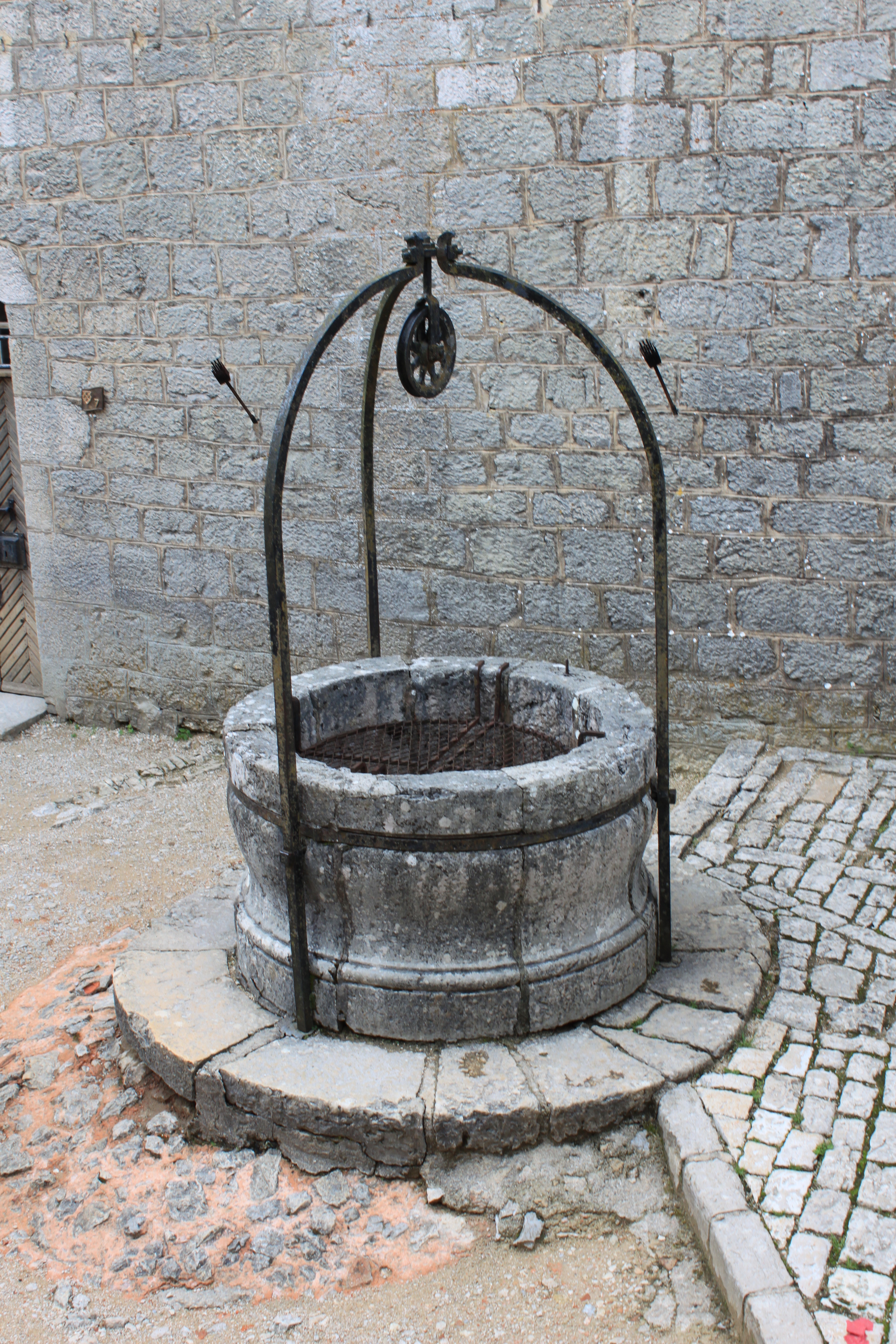
Citerne médiévale.

Puits de lumière (XIXe) : On en trouve un peu partout dans le château. Les puits de lumière étaient des trous circulaires pratiqués au plafond qui traversaient parfois plusieurs étages. Ils servaient à éclairer mais aussi, placés au centre des allées, ils permettaient d'y faire tomber les personnes non averties.
Citernes : Au fond du fossé de la troisième enceinte à peu près au centre, on trouve un système de collecte d'eau et sa citerne. On trouve des citernes dans la cour d'honneur. La plus ancienne, médiévale, possède une margelle et se trouve dans la cour du donjon. En montagne, l'approvisionnement en eau était primordial.
Le grand puits : Au XIXe, on pensait qu'il avait été creusé par les serfs brutalisés par Amaury et qui auraient péri nombreux. Depuis, des textes ont montré que c'est Vauban qui le fit creuser et qu'il n'y eut « que » deux morts à déplorer lors de son creusement. À l'origine, il faisait 147 mètres et allait 10 mètres sous le niveau du Doubs. Il y avait une cage d'écureuil au sommet du puits pour remonter l'eau. Il existe encore une telle cage à la citadelle de Besançon. Lorsque Joffre fit sa galerie, il raccourcit le puits qui désormais ne peut se voir que depuis la galerie souterraine. Il n'en reste pas moins impressionnant. Contrairement à ce que l'on pourrait penser, des expériences avec de la fluorescéine ont montré que l'eau du grand puits ne se jetait pas dans le Doubs mais dans la Loue par le réseau de Fontaine Ronde qui passe sous Pontarlier. Selon les spéléologues du Doubs, le puits de la Citadelle de Besançon est le plus profond de France (117 m) devant celui de la Halle à Cordes-Sur-Ciel dans le Tarn (114m) et le puits du château de Joux (102 m).

## Légendes diverses

### Berthe de Joux
Amauri III de Joux partit en Terre sainte en 1179. Il venait d'épouser la jeune Berthe, de 37 ans sa cadette, à qui il avait fait un enfant. Le petit Henri naquit en 1180 ; il ressemblait beaucoup à son père avec ses cheveux bouclés. Berthe attendit son mari pendant plusieurs années lorsqu'un soir, un chevalier blessé se présenta au château. C'était le jeune Amey de Montfaucon, très beau garçon si l'on en croit la légende, Berthe, qui n'avait plus de nouvelles de Terre sainte et croyant son époux tombé sous les coups des infidèles, se consola dans les bras de cet ami d'enfance. Rentré alors qu'on ne l'attendait plus, Amauri surprit les deux amants. Ivre de rage, il transperça Amey de Montfaucon de trois coups d'épée et ordonna qu'on suspendît sa dépouille à un gibet planté sur les rochers de la « Fauconnière ».
Quant à l'épouse infidèle, elle fut condamnée à être enfermée sa vie durant dans un minuscule cachot où elle ne pouvait se tenir qu'à genoux, face à une étroite meurtrière offrant pour seul spectacle le corps nu, disloqué et mangé par les corbeaux de son bel amant. À la mort d'Amauri, son fils, le jeune Henri de Joux, eut pitié de sa mère qu'il envoya finir ses jours « amendée » et repentie à l'abbaye de Montbenoît. Ce remords tardif près de la tombe d'Amauri ne fut peut-être pas suffisant pour apaiser la colère divine car, près de huit siècles plus tard, certaines oreilles exercées entendent encore, lorsque la bise souffle la nuit près du retranchement du Chauffaud, « Priez, vassaux, priez à deux genoux, Priez Dieu pour Berthe de Joux ! »
Conte ou histoire vraie ? Il y eut bien une expédition en Terre sainte organisée par Henri de Champagne et Pierre de Courtenay en 1179 pour secourir le roi Baudouin IV de Jérusalem. L'existence de Berthe est attestée dans les chartes médiévales. Elle vivait encore à Montbenoît en 1228. Amédée II de Montfaucon qui vivait au XIIe siècle se fait appeler Amey ou Amédée dès 1183, il a donc pris le nom d'un Amey de Montfaucon comme dans la chanson de Renaud de Montauban « si vous pendez Richard, je prendrais son nom et l'on m'appellera Richard… ». Quant au lieu-dit de la « Fauconnière », il tirerait son nom d'Amey de Montfaucon…
Cette histoire inspira une féministe cubaine, Gertrudis Gómez de Avellaneda qui écrit le roman La baronesa de Joux à la Havane en 1844.

### Les dames d'Entreporte
Un sire de Joux avait trois filles : Loïse, Berthe et Hermance qui rivalisaient de beauté. Leur seul défaut était une extraordinaire coquetterie qui les poussait irrésistiblement à enflammer le cœur de tous les chevaliers et écuyers du voisinage. Quand leurs conquêtes étaient assurées, elles les délaissaient aussitôt pour exercer leurs charmes sur les malheureux qui osaient encore leur résister. Plus d'un noble prétendant put se croire l'élu de l'une de ces gentes dames, mais ses espoirs se brisaient toujours à la veille des noces.

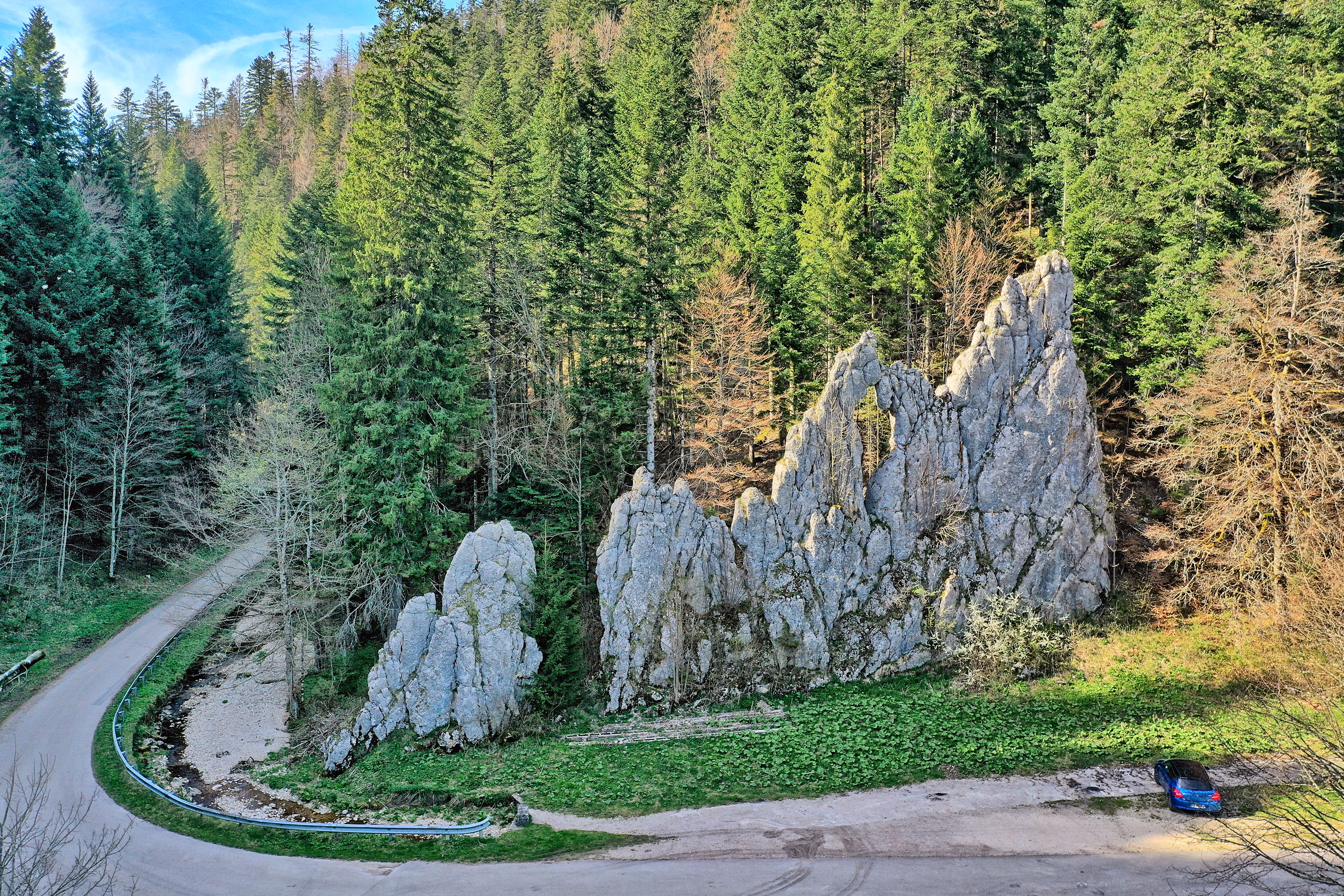
Les dames d'Entreporte : trois princesses de Joux figées sur leurs chevaux.

Cependant, trois jeunes seigneurs, les plus séduisants et les plus courageux du comté de Bourgogne, n'avaient pas abandonné l'idée de se faire aimer d'elles. Ils firent bonne garde autour du château, avec la bénédiction du sire de Joux qui rêvait secrètement de les avoir pour gendres. Mais en vain.
Cédant à la colère et à l'impatience, le père décida que les vainqueurs d'un tournoi auraient pour récompense la main de ses trois filles et ce, bon gré, mal gré. On annonça la joute à plus de cent lieues à la ronde, mais peu de chevaliers se présentèrent, chacun connaissant trop bien l'humeur capricieuse et l'inconstance des belles demoiselles de Joux. La fortune des armes sourit à Bras-de-Fer, Raymond le Bossu et Hugues-au-Pied-Fourchu, dont la méchanceté n'avait d'égale que la laideur.
Le jour des noces, les fiancées parurent voilées. Pour échapper à l'horreur de telles mésalliances, elles s'étaient fait remplacer par des servantes. La supercherie découverte, la poursuite s'organisa en direction de Pontarlier puis du défilé des Entreportes, où les seigneurs abusés les rejoignirent. Mais lorsqu'ils voulurent prendre dans leurs bras les demoiselles de Joux, ils n'étreignirent que trois statues de pierre que l'on peut encore voir aujourd'hui et qui sont connues sous le nom des « Dames d'Entreportes ».